# Papež Leon V.
Leon V. (latinsko Papa Leo Quintus), italijanski rimskokatoliški duhovnik, kardinal in papež; * 9. stoletje Ardea, (Lacij, Papeška država, Frankovsko cesarstvo danes: Italija), † februar 904 Rim (Papeška država, Sveto rimsko cesarstvo, danes: Italija) 

Papež je bil od julija do septembra 903. 

## Življenjepis
O njegovem poreklu vemo to, da se je rodil v naselju Ardea bllizu Priapija v Laciju, Papeška država, Frankovsko cesarstvo – danes Italija. Postal je duhovnik, in sicer župnik v Priapiju. Zategadelj ga sodobni seznami papežev imenujejo presbiter forensis, ki ni bil kardinal, ko je postal papež. 
Po drugih virih ga je papež Štefan VI. imenoval za kardinala-duhovnika 897.  

## Papež
Leon je bil naklonjen Formozu in je odobraval njegove posvetitve. .
Postal je žrtev okrutnih strankarskih bojev; na papeški prestol ga je posadila Berengarjeva stranka, njegov dvorni kaplan Krištof pa, ki je sam hlepel po papeštvu, je napravil "državni udar", ga prisilil k odstopu in ga vrgel v ječo. 

Sicer pa je je o njem zelo malo znanega in gotovega. Nimamo zanesljivih podatkov niti o njegovi izvolitvi niti kako dolgo je vladal niti kako je končal. Najverjetneje je papeževal skozi avgust 903. Rodom je bil zanesljivo iz Priapija, male vasice blizu mesta Ardea, ki danes pripada mestu Rimu. Ko je bil izvoljen, je bil kardinal-duhovnik Rima, kardinalski naslov pa je imel v neki cerkvi zunaj Rima. Auxilius, takratni pisatelj, pravi, da je držal krmilo svete Rimske Cerkve skozi trideset dni, in da je bil Božji mož in hvalevrednega življenja ter svetosti.. 

### Dela
- »Documenta Catholica Omnia« (v latinščini). Pridobljeno 6. decembra 2011.

- O njegovem papeškem delovanju ne vemo drugega, kot da je izdal bulo, s katero je izvzel bolonjske kanonike od plačanja davka.

## Smrt in spomin
Okoliščine njegove smrti so nejasne prav tako kot njegovega življenja. Po papeževanju nekaj čez mesec ga je ujel kardinal-duhovnik pri San Damasu Krištof, in ga vrgel v ječo. Sebe je vrinil na sedež sv. Petra, toda kmalu je tudi njega doletela ista usoda: odstavil ga je Sergij III. in ga zaprl v ječo skupaj s predhodnikom, v isto celico. Viri poročajo, da se je končno usmilil obeh zaprtih pontifikov in dal oba zadaviti. Zdi se pa verjetneje, da je Leon umrl naravne smrti ali v ječi ali v samostanu. 

Mann zavrača kot zlobno natolcevanje Vulgarijevo trditev, da je zelo hudobni papež Sergij III. papeža Leona V. in protipapeža Krištofa zadavil v zaporu. Še pokojni Kelly , še živeči cerkveni zgodovinar Reardon, in učeni Miranda  sprejemajo to napačno obrekovanje kot resnično. 

Ko je umrl, so ga pokopali v Lateranu.  

### Ocena
- Papež Leon je vladal zelo verjetno malo več kot en mesec, med julijom in septembrom 903: skozi trideset dni po pričevanju Auxiliusa (Ausilio), ali skozi dva mesca po papeških seznamih (cataloghi pontifici). Njegovo papeževanja pada v sredino zakritega tridesetletja (880-okrog 910) – kot ga označuje Arnaldi – ki obstaja iz trajajoče zapletene skrivnosti. Ta skrivnost ne prizanaša niti formozijanskemu vprašanju, ki se je razbohotilo v zadnjem petletju IX. stoletja, ter je vplivalo na dogodke najkrajšega obdobja vladavine Leona V.
- To obdobje smemo imenovati mračno predvsem zaradi popolnega pomanjkanja neodvisnih zgodovinskih virov. Ozračje negotovosti glede tega obdobja poudarja in vključno potrjuje kriza, ki so jo preživljale takratne politične in cerkvene rimske ustanove: poročil, ki jih vsebujejo takratni seznami o Leonu V., praktično ni; žal istočasno obstaja zgodovinopisna praznina, ki je vsepovsod značilna za prvi dve desetletji X. stoletja. Zelo lakonično je omenjeno, da Leon ni pripadal rimskemu kleru – nenavadno dejstvo, ki jasno kaže na težave, ko se volivci niso mogli zediniti za rimskega kandidata zaradi strankarskih zdrah -  ampak je izhajal verjetno iz neke župnije ležeče v Priapiju blizu Ardeje. Nobene omembe njegove družine ali zaposlitve, nobenega drugega poročila iz časa njegovega papeževanja razen omembe, da je bil forensis. Duchesne [15]meni, da to pomeni, da pontifik ni bil rimski kardinal-duhovnik. [16]
- Po smrti papeža Teodorja II. sta dva kardinala istočasno trdila, češ da sta izvoljena za papeža: Janez IX. in Sergij III.. Tekmeca je Janez IX. izobčil in so ga izgnali iz mesta, a je pozneje, leta 904, le postal papež. Janez IX. je sklical sinodo in potrdil Teodorjeve odločitve glede Formozove rehabilitacije in veljavnosti posvetitev; tudi je prepovedal sojenja ljudem po njihovi smrti. [17] Še pozneje pa je papež Sergij III. razveljavil zborovanja Teodorja II. in Janeza IX., ter zopet uveljavil odločitve Mrliškega zbora. [18]
- Za papeže je bilo 10. stoletje zares temačno in ga po pravici imenujemo mračno stoletje. Brez cesarske zaščite so bili nemočni in prepuščeni muham rimskega in italijanskega plemstva, ki si je nadzor nad Cerkvijo pridobivalo tako, da je na njene položaje nastavljalo svoje sorodnike ali politične somišljenike, ne glede na to, ali so bili vredni te časti; v svojem stremuštvu so nastavljali in odstavljali papeže, večkrat pa jim tudi stregli po življenju. Kronika, ki jo je napisal nemški škof Liutprand,[19] slika posvetnost na papeževem dvoru; vendar jo je treba brati s pridržkom, saj je bil pisec zelo protirimsko razpoložen - kar tudi sam izrecno poudarja - in je zato dvomno, da je pisal nepristransko. [20] Mračno pa imenujejo to stoletje tudi zato, ker je bilo polno spletk in umorov, ki so dosegali tudi papeški dvor; obenem pa je bilo to tudi obdobje roparskih vpadov divjih Normanov, Saracenov, Turkov in Madžarov.
- Za to obdobje manjkajo neodvisni in nepristranski zgodovinski viri. Večino poročil o škandalih, nasilju in razvratu v Rimu je napisal torej Liutprand. Svojemu delu je dal pomenljiv naslov Maščevanje. Ta naslov daje slutiti, da je v svojem pripovedovnju brez dvoma pretiraval in da je pač nalašč izbiral samo pikantne zgodbe, da bi se na ta način maščeval nekaterim ljudem. Pretresljivo pa je na primer Liutprandovo mnenje, da je bila za Langobarde, Sase in Franke najhujša zmerljivka in žalitev, če si komu rekel, da je Rimljan. V tej besedi je po njegovem mnenju izraženo vse, kar ja na tem svetu slabega, zlobnega in gnilega. Kljub Liutprandovim pretiravanjem pa je ostalo v takratni družbi še vedno dovolj slabega, kar je najedalo tudi Cerkev tako od zunaj kot od znotraj. Tako si lahko mislimo, da je to kljub pretiravanjem bil v resnici strašen čas. [21]